# Адольф Вагнер (оберфюрер СС)
Адольф Вагнер (нім. Adolf Wagner; 1 жовтня 1896, Трансильванія — невідомо?) — німецький офіцер, оберфюрер СС.

## Біографія
Румунський німець. В 1941 році — командир 2-го батальйону полку СС «Дойчланд» дивізії СС «Дас Райх». Учасник Німецько-радянської війни. З 1 лютого 1943 року — командир 4-го батальйону 14-го добровольчого гірського полку СС 7-ї гірської дивізії СС «Принц Ойген». Учасник антипартизанських операцій на Балканах. З січня 1944 року — командир 7-го гірського навчального запасного батальйону СС своєї дивізії. З 10 лютого по 8 травня 1945 року — командир 24-ї гірської дивізії СС.

## Нагороди
- Залізний хрест 2-го класу